# Aeroportul Chicken
Aeroportul Chicken (IATA: CKX, FAA LID: CKX) este un aeroport din Alaska, Statele Unite ale Americii ce deservește zona Chicken⁠(d). Aeroportul a fost tranzitat în 2019 de 46 de pasageri. A fost numit după zona deservită.
Situat la o altitudine de 500 m, aeroportul dispune de 1 pistă.

## Infrastructură

### Piste
Aeroportul dispune de o singură pistă. Pista 13/31 are dimensiunile 2.500 picioare × 60 picioare. 